# Bachchor Wiesbaden
Der Bachchor Wiesbaden ist ein Kirchenchor der Lutherkirche Wiesbaden. Hier singt er die meisten Oratorien, Motetten und Kantaten. 

## Geschichte

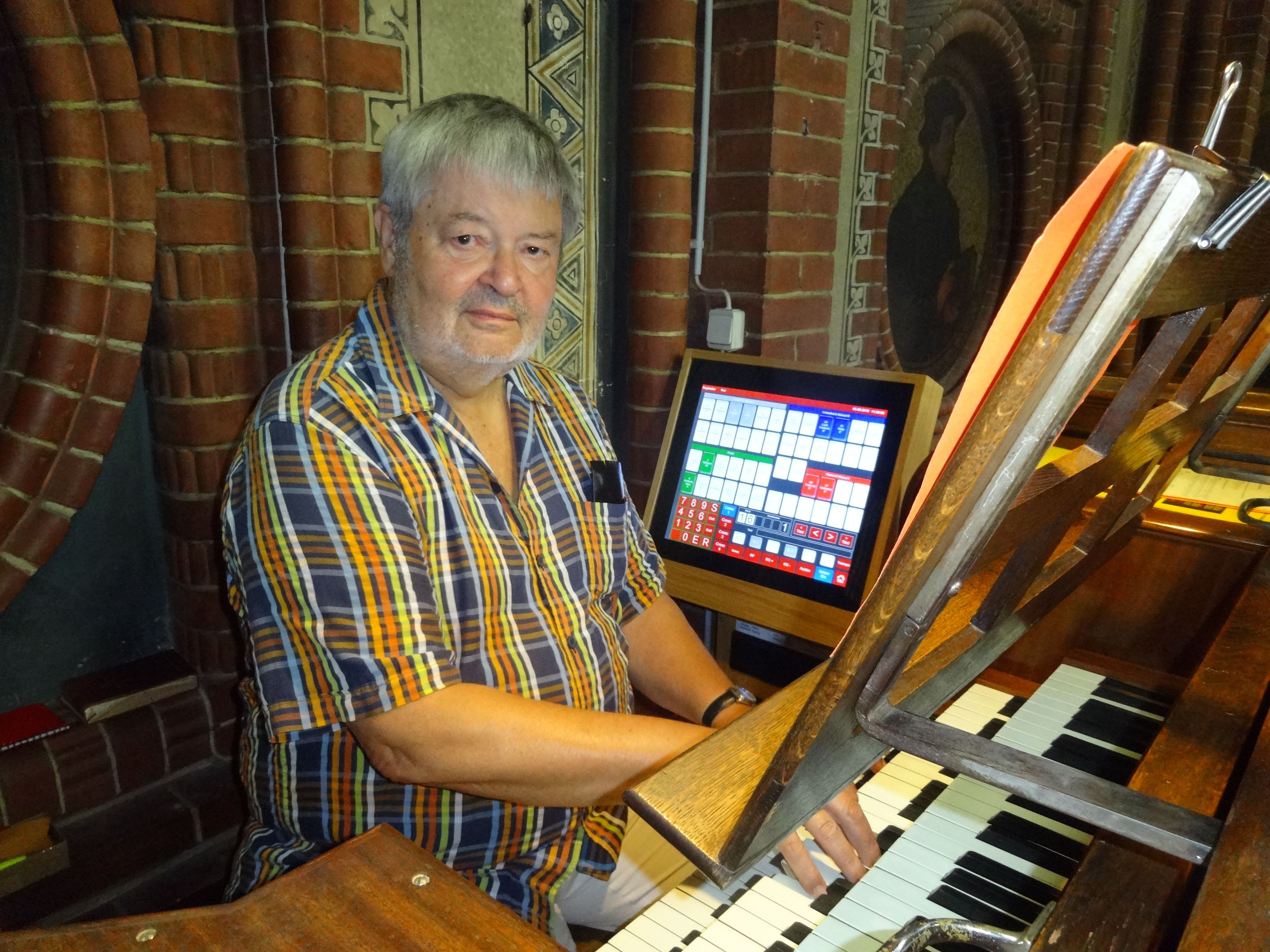
Der Gründer Klaus Uwe Ludwig 2016 in der Bergkirche

Der Chor wurde im September 1978 von KMD Klaus Uwe Ludwig gegründet. Von 2008 bis 2019 leitete Jörg Endebrock den Chor. 2020 hat Niklas Sikner die Leitung übernommen.
Der Bachchor vereint ca. 100 Sängerinnen und Sänger aus Wiesbaden und dem Rheingau. Neben Werken seines Namensgebers Johann Sebastian Bach und den gängigen Oratorien umfasst sein Repertoire auch weniger bekannter Werke, die teilweise auf CD eingespielt wurden. 
Konzertreisen führten den Chor nach Danzig, Paris, in die USA und nach England. Mit der »Royal Tunbridge Wells Choral Society« in Wiesbadens Partnerstadt Royal Tunbridge Wells (Großbritannien) besteht seit 1994 enge Partnerschaft mit gemeinsamen Konzerten in beiden Städten. 2003 wurde der Bachchor mit dem Kulturpreis der Landeshauptstadt Wiesbaden ausgezeichnet.
Finanziell unterstützt wird der Chor von einem „Freundeskreis“.

## Auszeichnungen / Ehrungen
- Kulturpreis der Landeshauptstadt Wiesbaden, 2003[2]